# NGC 3780
NGC 3780 је спирална галаксија у сазвежђу Велики медвед која се налази на NGC листи објеката дубоког неба.
Деклинација објекта је + 56° 16' 14" а ректасцензија 11h 39m 21,9s. Привидна величина (магнитуда) објекта NGC 3780 износи 11,5 а фотографска магнитуда 12,2. Налази се на удаљености од 37,2000 милиона парсека од Сунца. NGC 3780 је још познат и под ознакама UGC 6615, MCG 9-19-150, CGCG 292-14, IRAS 11366+5632, PGC 36138.